# Triathlon international de Nice
Le triathlon international de Nice est le nom donné en 1994 par la Fédération française de triathlon à une épreuve de triathlon longue distance créée à Nice en France en 1982, par la société américaine de production d’événement « International Management Group » (IMG), dirigée par l'homme d'affaires Mark McCormack. C'est la première compétition internationale de triathlon longue distance créée en France.
Il apparait en 1982 sous le nom de triathlon de Nice puis devient en 1983 le triathlon longue distance de Nice, avec l’ambition affichée d’être le concurrent direct de l'Ironman d'Hawaï. Son histoire sportive voit à Nice pendant plus d'une décennie des affrontements entre les pionniers nationaux et internationaux de la discipline, qui marquent l'histoire européenne de ce sport, mais aussi et indirectement un affrontement entre des sociétés d'organisation américaines, celle de l'Ironman d’Hawaï de Valérie Silk et de la « Hawaï Triathlon Corporation » et celle du triathlon longue distance de Nice de Mark McCormarck et de l'« International Management Group », qui se livrent à distance une concurrence exacerbée. Après douze années où l'hégémonie des triathlètes nord-américains est quasiment sans partage, les années 1990 voient les premiers champions européens et français monter sur les plus hautes marches du podium.
L'organisation est reprise en 1994 par la Fédération française de triathlon, qui lui donne le nom de « Triathlon international de Nice ». L'épreuve sert alors de support aux premiers championnats du monde de triathlon longue distance organisés par la Fédération internationale de triathlon. Entre 1994 et 2004, il est cinq fois le support de la compétition mondiale.
En 2005, la société Triangle, représentant la marque Ironman en France et implantée par le triathlète vétéran Yves Cordier, dont les affrontements sportifs avec Mark Allen émaillent l'histoire de cette compétition, obtient de la ville de Nice la délégation de l'organisation de l’épreuve. La dernière édition du triathlon international de Nice a lieu en 2004 pour laisser la place l'année suivante et devenir l'Ironman France, course qualificative pour le championnat du monde de la spécialité à Kona (Hawaï).

## Histoire

### 1982 - 1993: les années de l'International Management Group(IMG)

#### Les projets de triathlon à Monaco puis Nice

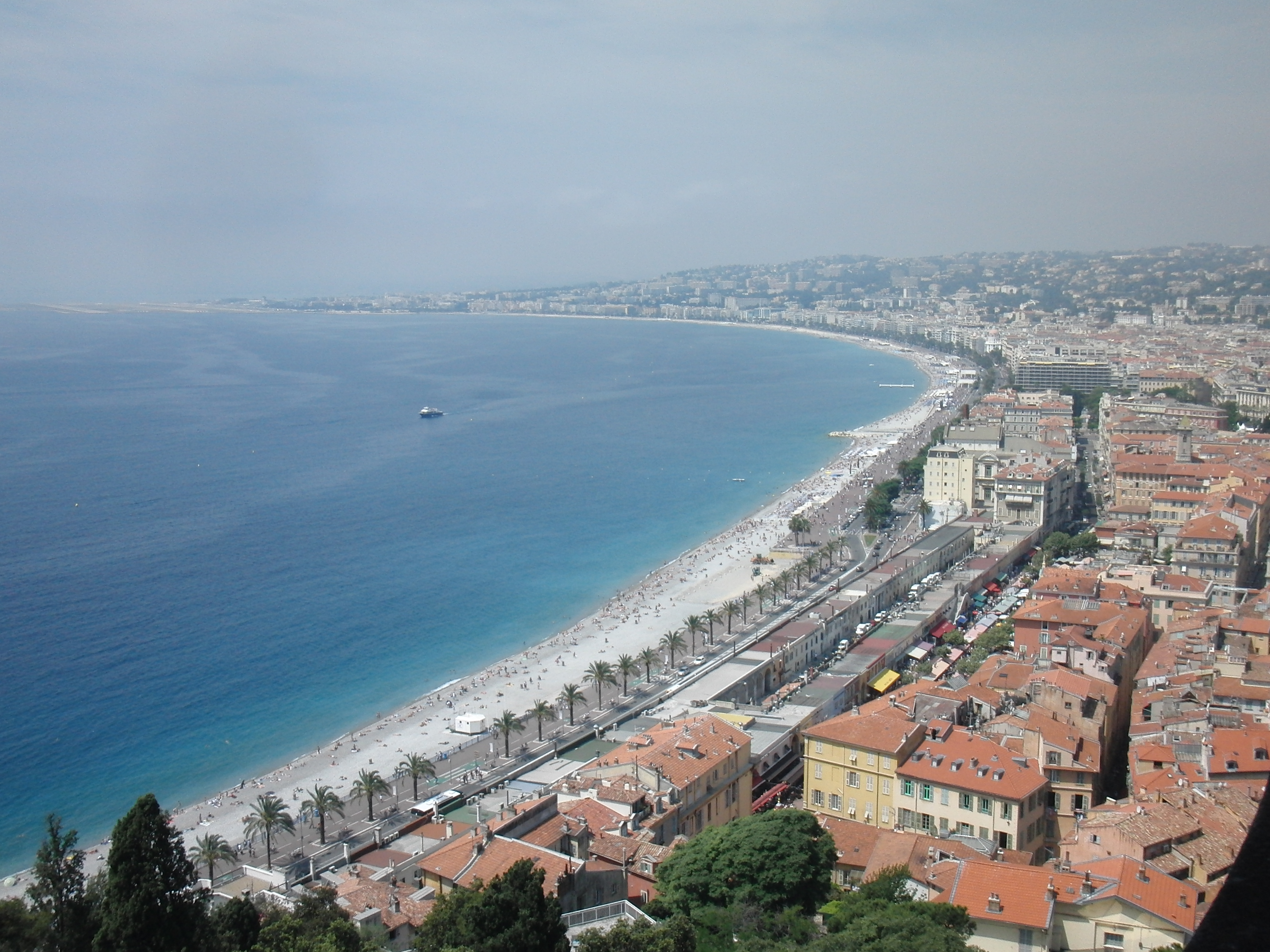
Nice. Promenade des anglais

Alors que le triathlon se développe aux États-Unis depuis 1978, l'Europe voit quelques pays européens, à compter de 1980 et 1981, mettre en place les premières épreuves, mais leurs retombées médiatiques sont quasi inexistantes. Le 6 février 1982, le film de la fin de course de Julie Moss lors de l’Ironman d'Hawaï, qui passe la ligne d'arrivée en rampant, fait le tour du monde. C'est à la suite de sa diffusion que Mark McCormack, dirigeant de la société d'organisation d’événement IMG, servi par de bonnes relations avec la chaine américaine CBS (concurrente directe d'ABC), imagine et propose la création d'un nouvel événement mondial dans le triathlon qui se déroulerait en Europe. Il vise tout d'abord à établir cet événement à Monaco, souhaitant faire de cette nouvelle compétition le triathlon européen concurrent de celui d'Hawaï. Mais la mort de la Princesse Grace de Monaco en septembre 1982 ne permet plus sa réalisation dans la Principauté. Refusant d’annuler l’événement, c'est à Nice sur la promenade des Anglais que se tient le 20 novembre 1982, le premier triathlon international longue distance de France.

#### 1982: naissance du triathlon longue distance de Nice
Le triathlon de Nice qui se tient le 20 novembre 1982 voit cinquante-sept compétiteurs prendre le départ dont neuf Français et une Française, Majo Bouteleux, pour une compétition au format mal défini comportant, 1 500 mètres de natation, 100 kilomètres de cyclisme et un marathon. Les Américains Mark Allen et Lyn Brook remportent l’épreuve et deviennent les premiers triathlètes à inscrire leur nom à son palmarès. Plongeant sans combinaison dans une mer Méditerranée à 14 °C, cette première édition voit l’abandon de dix-sept concurrents et de sept transports à l’hôpital. La presse locale (Nice Matin) et les médias, qui retracent l’événement en découvrant cette pratique sportive, n'en restent pas moins circonspects en qualifiant les triathlètes de « bêtes à nager, rouler et courir » plus que de sportifs ou encore l'émission d'Antenne 2, Les jeux du stade diffusée le 11 décembre 1982, où, à l’issue d'un reportage de 52 minutes, Jacques Belin (critique à Télérama) écrit au sujet des distances records parcourues pendant la compétition : « C’est sans doute aussi un record de mauvais goût. ». Toutes les places sur les podiums hommes et femmes du premier triathlon international de Nice sont occupées par des triathlètes américains, laissant entrevoir la domination qu'ils vont imposer sur la compétition et le triathlon longue distance pendant de nombreuses années.

#### 1983 - 1988: confrontation sportive et concurrence commerciale

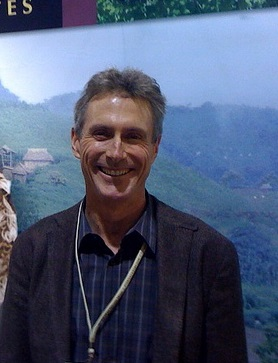
MarK Allen en 2010

Pour la deuxième édition en 1983, 205 triathlètes prennent le départ dans un quasi anonymat médiatique, un seul article dans Nice matin et un court reportage sur Antenne 2 relatent l'événement sportif. La compétition prend alors le nom de « triathlon longue distance de Nice » et se pratique sur 3 000 mètres de natation, 120 kilomètres de cyclisme et 32 de course à pied.
Mark Allen, au terme d'une course à rebondissements, s'écroule à 600 mètres de l'arrivée, les muscles tétanisés par les crampes, il passe la ligne en vainqueur sans s'en apercevoir mais au bord du coma, il est transporté à l’hôpital pour récupérer. Sa compatriote Linda Buchanan franchit la ligne d'arrivée en premier et de nouveaux, les podiums sont totalement américains.
En septembre 1984, sur les 418 triathlètes au départ de la troisième édition, seuls 320 passeront la première épreuve. Le temps et l’eau chaude pour la saison ont invité sur le parcours de l'épreuve de natation un banc de méduses qui incitent un grand nombre de compétiteurs à faire demi-tour et à abandonner la course. À la surprise du public, un jeune triathlète français local sort le premier de l'eau devant Dave Scott, Mark Allen et Scott Tinley. Yves Cordier, à 20 ans, entame une longue série de défis des triathlètes américains sur le triathlon de Nice qui durera pendant 8 ans. L’expérience a le dernier mot sur cette édition et les trois américains, Mark Allen en premier, montent sur les marches du podium. Chez les femmes, les américaines font la course en solo et la première place fait l'objet d'une âpre compétition entre Julie Moss et Colleen Cannon, qui tourne à l'avantage de cette dernière.

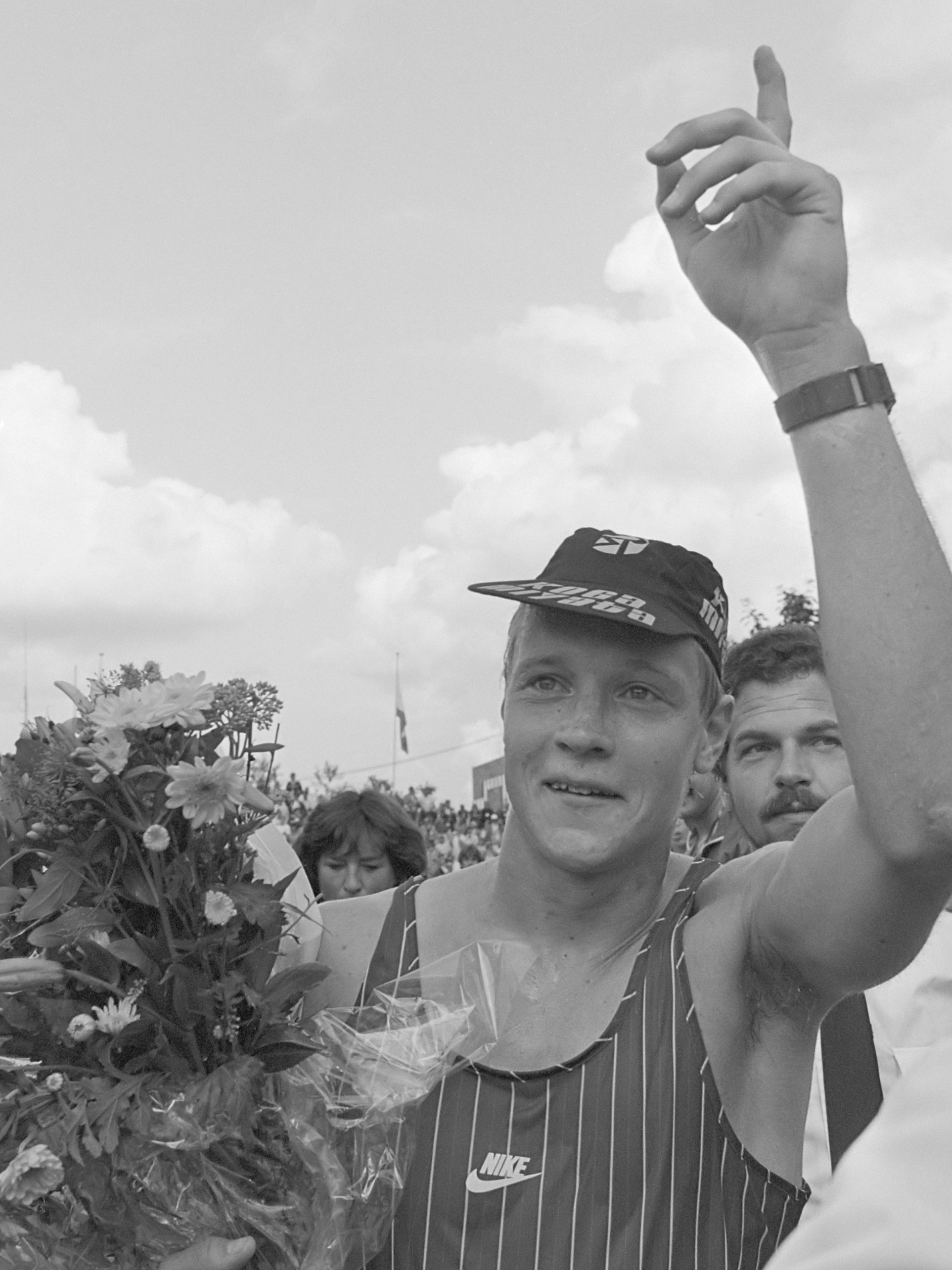
Rob Barel (1985)

En 1985, malgré les critiques passées, le triathlon international de Nice attire les grands noms du triathlon français et étranger qui se donnent rendez-vous sur la Côte d'Azur. Le groupe financier de Mark Mac Cormack le propulse avec une grille de prix très élevée, afin de supplanter le triathlon international d'Hawaï. En s'appuyant sur la chaîne de télévision CBS qui se saisit de l’événement pour contrer la chaîne concurrente ABC qui détient l’exclusivité des retransmissions d'Hawaï. Il parvient à réunir pour cette édition le plus impressionnant « plateau » de triathlètes hommes et femmes de cette décennie-là. Surnommés les « Big Four » outre atlantique et les « quatre mousquetaires » en France, Mark Allen, Dave Scott, Scott Molina et Scott Tinley sont au départ. Yves Cordier et Rob Barel sont là pour contester cette suprématie. Chez les femmes les plus grands noms nord-américains et australiens de l'époque sont présents aussi : Erin Baker, Sylviane Puntous et la tenante du titre Linda Buchanan ainsi que la Zimbabwéenne Paula Newby-Fraser sont de la partie. Le résultat sera conforme à la prédominance générale anglo-saxonne, seul le Néerlandais Rob Rabel permet à un européen de monter sur le podium pour la première fois. La réaction de Valérie Silk, organisatrice de l’Ironman d'Hawaï face au succès acquis par un plateau aussi prestigieux, fut d'offrir dans les années qui suivirent des primes très importantes. Ces escalades financières ne permettent plus de réunir un tel plateau d'un côté ou de l'autre de l'Atlantique. Le plateau de l'édition 1985 du triathlon de Nice reste une première dans l’histoire du triathlon européen.
Si en 1986, le nombre de participants continue de progresser, les problèmes d'organisation, d'arbitrage et de comportement de certains compétiteurs tendent à affaiblir la notoriété et la crédibilité de l’épreuve. Le CONADET impose pour les éditions à venir des quotas d'arbitres par nombres de participants et un nouveau parcours natation.
L'année 1987 voit la défection de Mark Allen, malade, et d'Yves Cordier, blessé. L’Australien Rick Wells brise l'hégémonie américaine et remporte cette édition devant Scott Tinley. L'arrivée sur la troisième marche du podium du premier français, Hervé Niquet, marque cette édition qui se déroule sous une pluie battante pour les 903 participants.
1988 enregistre une baisse de participation, seuls 720 triathlètes prennent le départ de l’édition. Mark Allen est de nouveau absent, les tenants du titre 1897 Rick Wells et Linda Buchanan ne défendent pas leur titre, de nombreuses élites internationales préfèrent prendre le départ de l'Ironman d'Hawaï, attirés par des primes de départs et d'arrivées toujours plus importantes de par la « guerre » que se livrent les compagnies américaines d'organisation et de rediffusion de ces évènements. Les deux compétitions se déroulant à la même période, fin septembre pour Nice, début octobre pour Hawaï, oblige les élites mondiales à choisir entre l’une ou l'autre.

#### 1989 - 1992: changement de date, évolution sportive et commerciale
Le changement de date que propose IMG pour l’édition 1989 signe aussi la fin de l'affrontement économique avec le Hawaï Triathlon Corporation et la chaine de télévision ABC. Force est de constater que ces derniers ont remporté la bataille financière et que l'Ironman d'Hawaï s'installe pour devenir la plus importante compétition très longue distance du monde. Le choix du 28 mai pour la 8e édition du triathlon de Nice s'avère calamiteux. Malgré le retour de Mark Allen, de quelques autres élites de renom et d'une bonne délégation française, s'ajoute la préparation pour le 1er championnat du monde à Avignon sur courte distance organisé au mois d'août par la toute nouvelle Fédération internationale de triathlon (ITU) qui éloigne de cette édition nombre de compétiteurs habitués à y prendre part. Ils ne sont que 420 dont 12 femmes à prendre le départ.
Tirant les leçons de l'échec médiatique et sportif de l’année précédente, l'organisation repousse l'édition 1990 au 17 juin pour tenter de redynamiser l’événement, en profitant pour cela de l'attrait touristique qu'offre la région en cette saison et qui provoque un afflux de public. L’édition renoue avec le succès et plus de 1000 triathlètes prennent le départ. Ne concurrençant plus de manière frontale l'Ironman d'Hawaï, dont l’organisation vient d'être racheté pour 3 millions de dollars par la naissante World Triathlon Corporation et qui organise désormais le « championnat du monde d'Ironman », le triathlon international de Nice peut réunir en 1991 un des plus grands plateaux de son histoire. Les principaux vainqueurs des triathlons d’Hawaï et de Nice auxquels s'ajoutent une délégation des meilleurs triathlètes français emmenés par Yves Cordier et les meilleurs spécialistes européens de la distance s’affrontent sur cette édition. Seule l'Australienne Erin Baker pour les femmes manque à l'appel et laisse le champ libre à sa plus sérieuse concurrente, Paula Newby-Fraser. Si la confrontation est à la hauteur des attentes pour les secondes et troisième place, Mark Allen et Paula Newby-Fraser sans surprise remportent la victoire et restent les maîtres incontestés de l'épreuve.

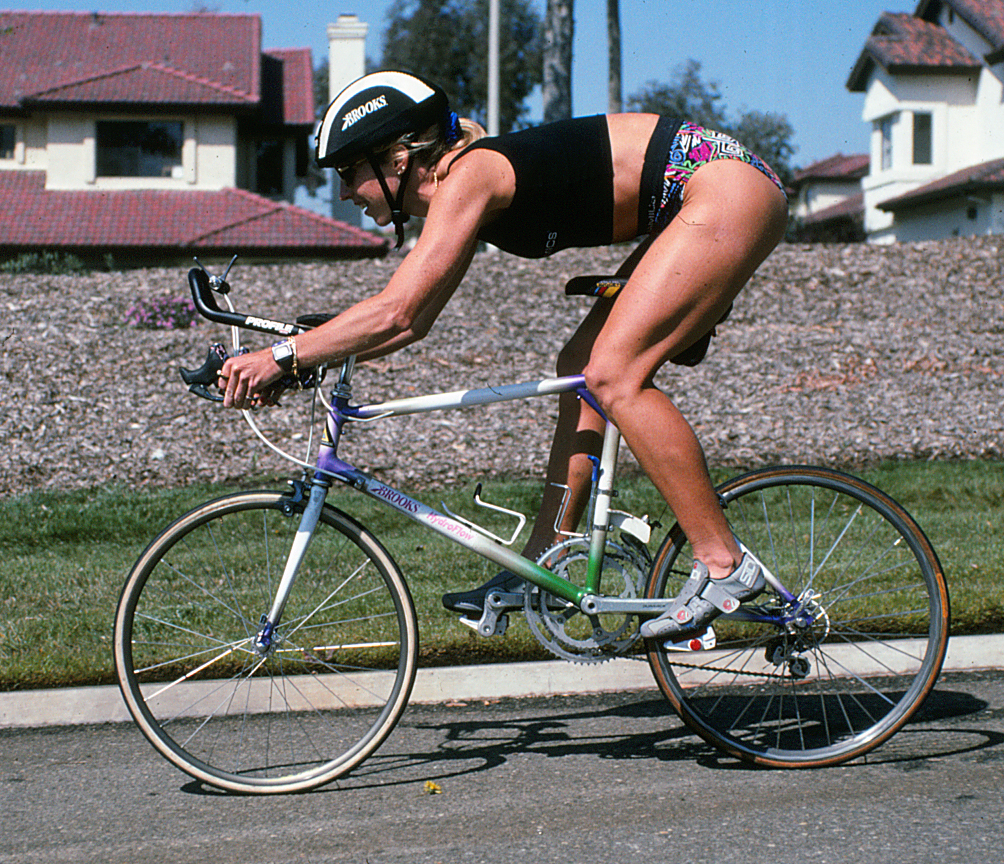
Paula Newby-Fraser en 1991

1992, reste une des années les plus mémorables de la compétition au regard des rebondissements et des émotions qu'offrent cette édition aux spectateurs français. L'épreuve qui se déroule le 14 juin marque pour longtemps le triathlète niçois Yves Cordier champion de France et d'Europe ainsi que ses supporters, qui après de multiples affrontements contre Mark Allen sur cette épreuve, fait la course en tête devant son public. Il pose son vélo à la seconde transition avec plus de six minutes d'avance sur l'Américain tenant du titre qui a largement subi la course jusque-là, mais également devant Mike Pigg et Rob Barel notamment. Peu à peu, sur la partie qu'il affectionne le plus, Mark Allen reprend la course à son compte et opère une lente remontée. Il n'accuse plus qu'un retard d'une minute à trois kilomètres de l'arrivée sur Yves Cordier, qui ne cède rien à son rythme et croit en sa victoire en cet instant. À 1 600 mètres de l'arrivée, Mark Allen le dépasse, il ne peut réagir face l’accélération finale de l’américain. Yves Cordier qualifie ce moment de « cauchemar » ajoutant dans son commentaire de fin de course : « Mark est passé à une vitesse incroyable. J’ai à peine eu le temps de le voir. Je ne le voyais pas aussi près. C’était juste au moment où je m’apprêtais à courir le kilomètre de ma vie ». Pour sa part Mark Allen qualifie cette victoire de « plus belle de sa carrière » tant elle fut difficile à obtenir. Chez les femmes Paula Newby-Fraser a survolé la compétition et termine avec 20 minutes d'avance sur Donna Peters et Sylviane Puntous, sa domination est telle qu'elle se permet de répondre à une interview de la télévision américaine deux kilomètres avant l'arrivée.

#### 1993: la fin d'une époque
1993 marque la fin d'une époque, celle de Mark Allen qui prend part pour la dernière fois au triathlon international de Nice, celle de la domination sans partage des triathlètes d'outre-atlantique et celle de l'organisateur Mark McCormack et de l’International Management Group (IMG).
Le 13 juin 1993 démarre dans une mer froide et agitée le dernier triathlon international de Nice pour Mark Allen, neuf fois vainqueur et qui a annoncé sa dernière participation pour cette édition. Il remporte son 10e titre devant Simon Lessing futur champion d'Europe et du monde, qui fait son apparition sur la scène internationale du triathlon et qui reçoit ce jour-là au terme d'une course intensive, une leçon de maitrise du tenant du titre. Dans la partie course à pied, Mark Allen parcours 28 kilomètres à ses côtés en tête de course et en contrôlant parfaitement le rythme de celle-ci. Il use peu à peu toutes les ressources de son challenger qui lutte pour ne pas être décroché. À trois kilomètres de l'arrivée il accélère irrémédiablement et passe la ligne d'arrivée avec cinq minutes d'avance sur Simon Lessing. Mark Allen surnommé « the grip » (la poigne), quitte la compétition invaincu avec dix victoires en dix participations.
L'année 1993, marque aussi la fin de domination totale qu'exercent les triathlètes féminines américaines sur la compétition depuis sa création. La Française Isabelle Mouthon-Michellys est la première européenne à inscrire son nom au palmarès de la compétition. Elle réalise cette performance devant l'américaine Susan Latshaw et devant sa sœur Béatrice Mouthon. Elle ne sort qu'en 29e position de l'eau mais dans un début de partie vélo très rapide, elle ne met que cinq minutes pour reprendre la tête de course qu'elle contrôle dès lors totalement. La partie course à pied ne fait qu'augmenter son avance et elle termine avec près de 10 minutes d’avance sur l'américaine. Isabelle Mouthon-Michellys ouvre la voie à de nombreuses autres triathlètes françaises et européennes et prend place dans les années qui suivent, sur les podiums des plus grandes compétitions internationales.
Après douze éditions et onze années de collaboration, les relations entre la ville de Nice et la société IMG, ne sont plus en parfaite harmonie. C'est notamment autour du montant très élevé de la subvention accordée à l'entreprise privée que se pose le problème principal. La Fédération française de triathlon qui est à la recherche d'une manifestation d'envergure pour accroitre sa notoriété se propose comme délégataire. Elle apporte également comme valeur ajoutée et pour dynamiser la manifestation sportive, que cette dernière serve de support aux 1er championnats du monde de triathlon longue distance, que l'ITU veut créer en 1994. Les avantages financiers et médiatiques incitent les instances décisionnelles niçoises à lui accorder la délégation d'organisation de la compétition. Cette décision met un terme à la collaboration avec IMG qui a implanté l'épreuve en France et plus généralement le triathlon longue distance sur le vieux continent.

### 1994 - 2004: les années de la Fédération française de triathlon

#### 1994: le1erchampionnatdu monde longue distance
Après avoir organisé et reçu les meilleurs spécialistes de l'époque pour les premiers championnats du monde de triathlon courte distance de la Fédération internationale de triathlon en 1989 à Avignon, la Fédération française de triathlon (FFTri) à l'instar de son ancêtre le CONADET, organise à Nice les premiers championnats du monde longue distance.
Le 26 juin 1994, c'est sous des conditions climatiques à la limite de la catastrophe que se déroule malgré tout cette édition inaugurale. Dans la nuit du 25 au 26, des masses d'eaux assorties d'une mini tempête s'abattent sur la ville, le parc à vélos et le matériels des concurrents se retrouvent à terre et des dizaines de bénévoles passent la nuit à le remettre en état. La pluie a également transporté de nombreux agrégats sur les routes du parcours cycliste et malgré le passage d'engins de nettoyage les routes sont devenues plus dangereuses. Au matin de l'épreuve, la pluie a cessé mais la houle forme en mer des creux de plus de deux mètres et compromettent l’épreuve natation. Après le départ de la vague élite, les responsables de la sécurité craignent pour la sécurité des triathlètes et s'opposent au départ des classes d'âges, cependant Didier Lehénaff, membre du comité exécutif de la fédération internationale, passe outre cette opposition et autorise le départ.
Au terme d'une course épique qui voit près de 400 abandons sur les presque 1 000 compétiteurs engagés, de nombreuses chutes, des triathlètes perdus sur les routes, les marquages aux sols étant effacés par la pluie, les contrôles informatiques rendus défaillant par l'eau tombée sur les ordinateurs du chronométreur officiel et qui laissent penser à un manque total d'organisation de la fédération, six triathlètes montent malgré tout sur les podiums hommes et femmes, pour devenir les premiers champions du monde de triathlon longue distance. Le Néerlandais Rob Barel à 36 ans inaugure ce palmarès, suivi de l'Allemand Lothar Leder et du Français Yves Cordier pour les hommes. Pour les femmes, la Française Isabelle Mouthon-Michellys survole malgré les intempéries la compétition et ouvre le palmarès devant l'Américaine Karen Smyers et une autre Française, Lydie Reuzé qui malgré deux chutes et une crevaison à vélo, prend la troisième place de l'édition qui inaugure ce championnat du monde et l'organisation du triathlon international de Nice par la FFTri.

#### 1995 - 1997: la vitrine internationale du triathlon en France

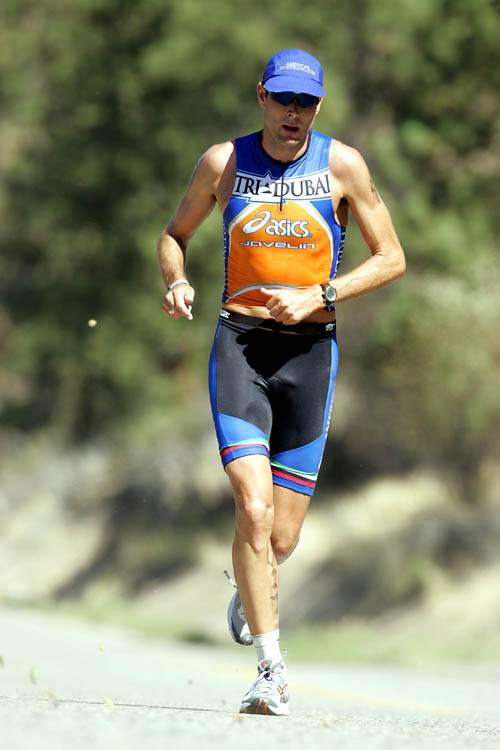
Simon Lessing, champion 1995.

Pendant la décennie qui suit le triathlon international de Nice sert cinq fois de support aux championnats du monde longue distance de l'ITU 1994,1995, 1997, 2000, 2002 et une fois support du championnat de France longue distance en 2001.
En 1995, ils sont 1 500 triathlètes à prendre le départ de l'édition qui est de nouveau le support du championnat du monde longue distance. Le beau temps est au rendez vous, pour cette épreuve qui se déroule de nouveau au mois d'octobre. Si le tenant du titre Rob Barel est présent pour défendre sa couronne, nombre d'autres élites dont Isabelle Mouthon sont absents prenant part au championnat du monde d'Ironman à Hawaï. Le Britannique Simon Lessing sans surprise remporte le titre en compagnie de la Néo-Zélandaise Jenny Rose. La course est surtout marquée par les difficultés qu’éprouvent les journalistes pour rendre compte de la course et suivre celle-ci, notamment pendant la partie vélo. Des contraintes sécuritaires jugées parfois excessives interdisent un suivi sur près de 60 kilomètres du parcours vélo. Cette année l’équipementier sportif ARENA devient pour cinq ans le partenaire principal de l’épreuve.
1996 est une année sans championnat du monde, l'épreuve qui se déroule en septembre voit les victoires du Belge Luc Van Lierde et de l'Allemande Ines Estedt. Cette édition porte le nom de « Triathlon international Arena de Nice », le plateau est toutefois moins prestigieux que l'année précédente. L'arbitrage bénéficie d'une nouvelle règle et d'un nouvel outil de pénalité pour lutter contre le drafting: « le carton noir ». Le triathlète avertit par celui-ci doit effectuer une boucle de pénalité de 500 mètres pendant la course à pied, sa non réalisation entraine sa disqualification,.
Initialement prévu le 1er juin, mais reporté au 8 juin, pour cause d’élections législatives anticipées. L'édition 1997, sert pour la troisième fois de support au championnat du monde longue distance. Hormis Luc Van Lierde champion du monde d'Ironman 1996 et les représentants de l'élite française, les grands noms internationaux de la discipline n'ont pas fait le déplacement, les triathlètes élites qui représentent 21 nations ne sont que 76 au départ. La sévérité des arbitres qui combattent la pratique du drafting notamment lors de la formation de peloton en tête de course, rétablit l'équilibre mais n’empêche pas Ines Estedt pénalisée, de conserver son titre et de remporter le championnat du monde. Luc Van Lierde chez les hommes fait la course en tête et ajoute ce titre à son palmarès.

#### 1998 - 1999: stagnation et crise arbitrale
1998 et 1999 voit l'épreuve se répéter avec 1 500 participants à chaque édition qui se déroule au mois de septembre. Le plateau international reste très européen, la plupart des élites qualifiées pour l'Ironman de Kona, ne prennent plus part à cette rencontre trop proche de cette dernière. Le Néerlandais Rob Barel à presque 40 ans et qui voue une vraie passion pour l’épreuve niçoise, remporte en 1998 sa troisième victoire et monte pour la 11e fois sur le podium. La Française Sophie Delemer remporte sa 1re victoire internationale sur longue distance.
1999 est vécu comme une répétition de l’organisation de l’édition suivante, qui reçoit de nouveau le championnat du monde longue distance. Le parcours vélo est modifié et se voit gratifié de la montée du Col de Vence et de ses 10 kilomètres de montée à 6,5% de déclivité, qui donne une nouvelle difficulté à l'épreuve. Au terme d'une course à rebondissement, le Suisse Christophe Mauch et l'Australienne Joanne King passent la ligne d'arrivée en premier et se voit remettre lors de la cérémonie protocolaire qui suit rapidement leur arrivée, les titres de leur victoire respective. Cependant, le corps arbitral qui a de nouveau largement sévit dans l'épreuve informe après la cérémonie que Joanne King, avertit par carton noir, n'a pas effectuée sa boucle de pénalité et doit être disqualifiée. Refusant de revenir en arrière, la remise protocolaire ayant eu lieu, l'organisation décide que toutes les sanctions arbitrales sont annulées. Cette décision qui pénalise ceux qui ont effectué leurs pénalités et remet en cause le travail des arbitres, engendre une crise profonde entre la Fédération française de triathlon (FFTri) et le corps arbitral que Jacques Laparade et Phillipe Lescure de la FFTri mettront plusieurs mois à résoudre et qui sera la cause d'une désaffection grandissante les années suivantes, pour les équipes régionales d'arbitrage dans le triathlon.

#### 2000 - 2003:20eéditionet derniers championnats du monde
Le 18 juin 2000, la fédération française organise à Nice son 4e championnat du monde longue distance. L'épreuve qui marque le début du millénaire remporte un vif succès, plus de 2 200 triathlètes sont au départ de la compétition qui enregistre un nouveau record de participation et où la chaleur et le vent viennent accentuer la difficulté. Les Norvégiens Peter Sandvang et Suzanne Nielsen tenant du titre obtenu en 1999 sur l'épreuve support qui se déroule alors en Suède sont venus défendre leur titre. Dès les premières difficultés de la partie vélo, dans les virages du Col de Vence, le Français Cyrille Neveu place ces premières attaques et prend ensuite des risques importants dans les descentes en vue de décrocher le tenant du titre qui résiste suffisamment pour maintenir de faibles écarts. Arrivée à la deuxième transition, le Français n'a que 40 seconde d'avance sur le Norvégien. La partie course à pied sous une chaleur et un vent de face dans circuit retour, éprouve durement les deux meneurs Cyrille Neveu après avoir pris 200 mètres d'avance sur le champion en titre, cède son avance à trois kilomètres de l'arrivée. Peter Sandvang au terme d'un effort éprouvant remporte son second titre mondial. Chez les femmes trois triathlètes, la championne en titre Suzanne Nielsen, la Suissesse Natascha Badmann et la Française championne du monde 1994, Isabelle Mouthon semblent plus spécifiquement promises au titre. La course se joue principalement sur la partie course à pied, Isabelle Mouthon sortie avec plus de quatre minutes sur la Suissesse qui mène la course, depuis la partie vélo entame sur un rythme rapide une remontée qui ne laisse aucune chance à ses concurrentes. Elle passe Natacha Badmann à cinq kilomètres de l'arrivée et décroche son second titre mondial, un mois avant sa participation aux Jeux olympiques de Sydney en Australie.
La 20e édition qui se déroule le 23 septembre 2001, sert de support pour la première fois, aux championnats de France de triathlon longue distance. L'épreuve est marquée par la faiblesse des représentants internationaux contrairement à la représentation française qui est au complet. Près de 1 700 triathlètes s'engagent dans la compétition sous un temps pluvieux et dans une mer houleuse. Malgré les conditions climatiques la Française Sophie Delemer survole la course et remporte l’épreuve et le titre, chez les hommes Gilles Reboul après une duel serré avec François Chabaud sur la parti course à pied, devient tout en remportant le championnat de France, le premier français à monter sur la plus haute marche du podium de l’épreuve historique de Nice.
L'épreuve de septembre 2002 reçoit de nouveau les élites internationales du triathlon, la course longue distance servant pour la 5e et dernière fois de son histoire de support au championnat du monde longue distance. 2 000 triathlètes s'élancent dans une mer calme et sous une météorologie qui s'annonce sans problème.
Le triple champion en titre Peter Sandvang est venue défendre son titre contrairement à la championne Lisbeth Kristensen qui n'a pas fait le déplacement. Dès la sortie d'eau le Français Cyrille Neveu prend la course à son compte et ne cesse de creuser des écarts sur le circuit vélo. Il pose son vélo à la seconde transition avec près de sept minutes d'avance sur ses poursuivants. Les efforts qu'il consent sur la partie cycliste pèsent rapidement sur lui pendant la course à pied et tout en conservant un rythme soutenu, cède du terrain à Rutger Beke et Torbjørn Sindballe. À cinq kilomètres de l'arrivée Cyrille Neveu conserve encore prè²s de trois minutes d'avances sur poursuivants et passe la ligne d'arrivée en vainqueur devant un public acquit à sa cause. Il devient le premier champion du monde français sur longue distance. Chez les femmes la Belge Ines Estedt, surclasse sa compatriote Kathleen Smet et l’Espagnole Virginia Berasategui au terme d'une course à rebondissement ou la favorite française Sophie Delemer handicapée par une douleur dorsale ne peut renouveler sa performance de 2001. Ines Estedt remporte sa troisième victoire sur le triathlon international de Nice et son deuxième titre de championne du monde.
La faiblesse de la participation à l'édition 2003, démontre une perte d'engouement des élites internationales pour l’épreuve, des lors que la victoire n'est pas assortie d'un titre fédéral international. 900 triathlètes seulement prennent le départ de l’avant dernière édition organisée par la FFtri. La compétition chez les hommes s'avère être une lutte entre les meilleurs français de la spécialité, Patrick Vernay en sort vainqueur, devant François Chabaud. Chez les femmes l'épreuve offre au public de vrais rebondissements. La Britannique Beth Thomson sort de l’eau en premier, les premières françaises Estelle Patou et Audrey Cléau sont à six et dix minutes de la tête de course. Beth Thomson parvient à la seconde transition avec plus de 15 minutes d'avance sur toutes ses poursuivantes, cependant les efforts intenses fournies sur la partie vélo ont fortement usées ses ressources, malgré une lutte intense, elle ne peut empêcher le retour d'Audrey Cléau en grande forme, qui la dépasse au 22e kilomètres et passe la ligne d’arrivée première femme, avec plus de huit minutes d'avances.

#### 2004: la dernière édition du triathlon international de Nice
Les discussions entamées en 2003 avec la ville de Nice autour de la délégation d'organisation, sont closes en mai 2004. La Fédération française de triathlon n'obtient pas le renouvellement de la délégation et organise sa dernière édition du triathlon international de Nice longue distance le 26 septembre 2004. Cette dernière édition connait le succès qui fut le sien dans les grands moments de son histoire, plus de 1 800 triathlètes viennent du monde entier, pour participer à cette « dernière ». La course des hommes se réduit dès la partie vélo en un duel franco-suisse aux multiples rebondissements. Le Français Julien Loy et le Suisse Olivier Marceau arrivent à la seconde transition avec plus de sept minutes d'avances sur les premiers poursuivants. Julien Loy porte son accélération dès le début de la course à pied et décroche Olivier Marceau qui ne peut que constater la supériorité du jour du Français. Julien Loy inscrit son nom au palmarès de la compétition. Un autre Suisse, Mike Aigroz auteur d'une remarquable remontée prend la seconde place devant un autre Français Gilles Reboul.
Côté femmes, la Belge Mieke Suys, la Néerlandaise Sione Jongstra et l'Allemande Ute Schäfer font la course en tête et ne sont séparées que de 45 secondes à la deuxième transition. La victoire leur échappe malgré tout au profit de l'Australienne Mirinda Carfrae, qui arrive à l'aire de transition avec trois minutes trente de retard sur le trio de tête, mais qui dans une véritable démonstration de course à pied, les dépasse toutes et finit en vainqueur avec plus de neuf minutes d’avance sur la Belge et près de dix-sept sur la Néerlandaise. Miranda Carfrae remporte sur cette dernière édition, sa première victoire internationale et inscrit le dernier nom féminin au palmarès du triathlon international de Nice.

### 2005: L'Ironman France

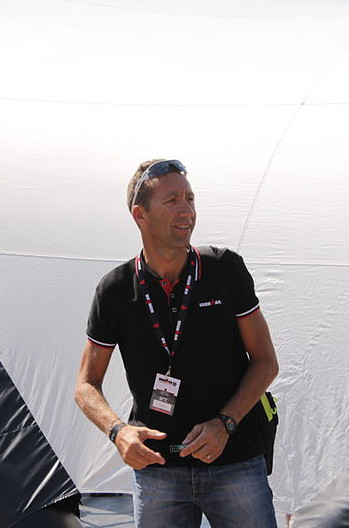
Yves Cordier en 2015 lors de l'Ironman France

En mai 2004, la société Triangle, représentant la marque Ironman en France dirigée par George Hochegger et implantée par le triathlète vétéran Yves Cordier, dont les affrontements sportifs avec Mark Allen émaillent l'histoire de cette compétition, obtient de la ville de Nice la délégation de l'organisation de l’épreuve pour 2005. Après onze éditions fédérales, la fédération passe la main et c'est sous une nouvelle forme que se poursuit la plus ancienne compétition de triathlon longue distance de France.
Diverses raisons poussent les instances de la ville de Nice à mettre un terme à la délégation concédée 10 ans plus tôt à la Fédération française de triathlon (FFTri). Financièrement l'apport de la structure financière de la World Triathlon Corporation n'est pas négligeable dans une période de restriction budgétaire et pèse fortement au regard de la structure associative de la FFtri. La notoriété de l’événement est également en baisse et attire moins de compétiteurs internationaux, l’édition 2003 ne voit que 900 triathlètes prendre le départ. La réputation de l’épreuve, cantonne celle-ci dans un format longue distance et l'Ironman est de ce point de vue le système et la marque les plus connus et les plus aboutis pour ce genre d’événement. Enfin Yves Cordier natif et résident de Nice, a implanté dans la ville la société Triangle, c'est lui qui organise en 2005 le premier Ironman France à Nice sur les parcours du triathlon longue distance ou il fit ses débuts 20 ans plus tôt.

## Palmarès
En 2005, après vingt-trois éditions, le triathlon International de Nice est remplacé par l'Ironman France, disputé de 2002 à 2004 à Gérardmer. Les tableaux suivants présentent les podiums hommes et femmes de 1982 à 2004, année du dernier événement sous le format XL d'origine. L'épreuve ayant connu plusieurs variations dans ses distances totales, les records de temps ne sont pas significatifs. Le record du nombre de victoires revenant à l’Américain Mark Allen avec dix victoires pour les hommes et avec quatre titres pour les femmes, à Paula Newby-Fraser, Zimbabwéenne naturalisée Américaine en 1993.

### Palmarès hommes
| Année | Médaille d'or   | Temps           | Médaille d'argent    | Temps           | Médaille de bronze        | temps           |
| ----- | --------------- | --------------- | -------------------- | --------------- | ------------------------- | --------------- |
| 2004  | Julien Loy      | 6 h 28 min 37 s | Mike Aigroz          | 6 h 34 min 40 s | Gilles Reboul             | 6 h 38 min 42 s |
| 2003  | Patrick Vernay  | 6 h 27 min 9 s  | François Chabaud     | 6 h 37 min 53 s | Olivier Marceau           | 6 h 40 min 36 s |
| 2002  | Cyrille Neveu   | 6 h 19 min 45 s | Torbjørn Sindballe   | 6 h 22 min 5 s  | Rutger Beke               | 6 h 22 min 42 s |
| 2001  | Gilles Reboul   | 6 h 28 min 22 s | Xavier Galéa         | 6 h 29 min 50 s | Christophe Hamard         | 6 h 30 min 38 s |
| 2000  | Peter Sandvang  | 6 h 22 min 0 s  | Cyrille Neveu        | 6 h 23 min 16 s | François Chabaud          | 6 h 26 min 49 s |
| 1999  | Christoph Mauch | 6 h 9 min 47 s  | Rainer Müller-Hörner | 6 h 11 min 16 s | Luc Van Lierde            | 6 h 15 min 19 s |
| 1998  | Rob Barel       | 5 h 50 min 27 s | Jérôme Sanson        | 5 h 51 min 24 s | Olaf Rennicke             | 5 h 55 min 40 s |
| 1997  | Luc Van Lierde  | 5 h 35 min 44 s | Rob Barel            | 5 h 39 min 47 s | Jean-Christophe Guinchard | 5 h 41 min 0 s  |
| 1996  | Luc Van Lierde  | 5 h 39 min 39 s | Olivier Marceau      | 5 h 51 min 10 s | Rob Barel                 | 5 h 55 min 58 s |
| 1995  | Simon Lessing   | 5 h 46 min 17 s | Luc Van Lierde       | 5 h 48 min 23 s | Peter Reid                | 5 h 51 min 17 s |
| 1994  | Rob Barel       | 5 h 59 min 47 s | Lothar Leder         | 6 h 0 min 18 s  | Yves Cordier              | 6 h 1 min 9 s   |
| 1993  | Mark Allen      | 6 h 5 min 59 s  | Simon Lessing        | 6 h 10 min 55 s | Rob Barel                 | 6 h 12 min 26 s |
| 1992  | Mark Allen      | 5 h 59 min 43 s | Yves Cordier         | 6 h 0 min 50 s  | Rob Barel                 | 6 h 8 min 49 s  |
| 1991  | Mark Allen      | 5 h 54 min 12 s | Rob Barel            | 5 h 59 min 46 s | Yves Cordier              | 6 h 8 min 45 s  |
| 1990  | Mark Allen      | 5 h 50 min 52 s | Mike Pigg            | 6 h 0 min 7 s   | Rob Barel                 | 6 h 2 min 46 s  |
| 1989  | Mark Allen      | 5 h 54 min 31 s | Rob Barel            | 6 h 1 min 17 s  | Mike Pigg                 | 6 h 3 min 59 s  |
| 1988  | Rob Barel       | 6 h 5 min 6 s   | Scott Molina         | 6 h 5 min 42 s  | Scott Tinley              | 6 h 12 min 54 s |
| 1987  | Rick Wells      | 5 h 59 min 53 s | Scott Tinley         | 6 h 7 min 23 s  | Hervé Niquet              | 6 h 10 min 20 s |
| 1986  | Mark Allen      | 5 h 46 min 10 s | Scott Molina         | 5 h 55 min 9 s  | Georges Hoover            | 6 h 45 min 50 s |
| 1985  | Mark Allen      | 5 h 53 min 13 s | Scott Tinley         | 5 h 55 min 52 s | Rob Barel                 | 6 h 0 min 49 s  |
| 1984  | Mark Allen      | 6 h 5 min 22 s  | Dave Scott           | 6 h 7 min 58 s  | Scott Tinley              | 5 h 56 min 22 s |
| 1983  | Mark Allen      | 6 h 4 min 51 s  | Dave Scott           | 6 h 8 min 15 s  | Scott Molina              | 6 h 11 min 27 s |
| 1982  | Mark Allen      | 6 h 33 min 52 s | Scott Molina         | 6 h 41 min 50 s | Scott Tinley              | 6 h 45 min 50 s |

### Palmarès femmes
| Année | Médaille d'or              | Temps           | Médaille d'argent          | Temps           | Médaille de bronze    | Temps           |
| ----- | -------------------------- | --------------- | -------------------------- | --------------- | --------------------- | --------------- |
| 2004  | Mirinda Carfrae            | 7 h 15 min 7 s  | Fiona Docherty             | 7 h 16 min 48 s | Mieke Suys            | 7 h 25 min 55 s |
| 2003  | Audrey Cléau               | 7 h 43 min 7 s  | Beth Thompson              | 7 h 51 min 18 s | Isabelle Ferrer       | 7 h 52 min 10 s |
| 2002  | Ines Estedt                | 7 h 6 min 43 s  | Kathleen Smet              | 7 h 11 min 55 s | Virginia Berasategui  | 7 h 14 min 17 s |
| 2001  | Sophie Delemer             | 7 h 14 min 14 s | Kate Allen                 | 7 h 27 min 0 s  | Hélène Salomon-Watson | 7 h 29 min 52 s |
| 2000  | Isabelle Mouthon-Michellys | 7 h 4 min 48 s  | Natascha Badmann           | 7 h 5 min 44 s  | Daniela Locarno       | 7 h 11 min 42 s |
| 1999  | Joanne king                | 6 h 56 min 13 s | Kathleen Smet              | 6 h 57 min 21 s | Mieke Suys            | 6 h 58 min 30 s |
| 1998  | Sophie Delemer             | 6 h 38 min 27 s | Ute Schäfer                | 6 h 53 min 5 s  | Gudrun Stephensen     | 6 h 54 min 20 s |
| 1997  | Ines Estedt                | 6 h 14 min 23 s | Isabelle Mouthon-Michellys | 6 h 21 min 23 s | Virginia Berasategui  | 6 h 25 min 51 s |
| 1996  | Ines Estedt                | 6 h 38 min 7 s  | Christine De Wit           | 6 h 44 min 37 s | Kim Carter            | 6 h 46 min 25 s |
| 1995  | Jenny Rose                 | 6 h 28 min 43 s | Ute Schäfer                | 6 h 39 min 58 s | Ines Estedt           | 6 h 41 min 13 s |
| 1994  | Isabelle Mouthon-Michellys | 6 h 41 min 50 s | Karen Smyers               | 6 h 57 min 21 s | Lydie Reuzé           | 7 h 1 min 17 s  |
| 1993  | Isabelle Mouthon-Michellys | 6 h 44 min 36 s | Sue Latshaw                | 6 h 55 min 11 s | Béatrice Mouthon      | 7 h 6 min 8 s   |
| 1992  | Paula Newby-Fraser         | 6 h 43 min 41 s | Donna Peters               | 7 h 3 min 17 s  | Sylviane Puntous      | 7 h 5 min 35 s  |
| 1991  | Paula Newby-Fraser         | 6 h 40 min 35 s | Isabelle Mouthon-Michellys | 6 h 51 min 27 s | Thea Sybesma          | 6 h 57 min 40 s |
| 1990  | Paula Newby-Fraser         | 6 h 36 min 19 s | Kirsten Hanssen            | 6 h 46 min 1 s  | Thea Sybesma          | 6 h 49 min 33 s |
| 1989  | Paula Newby-Fraser         | 6 h 49 min 42 s | Sylviane Puntous           | 6 h 51 min 45 s | Patricia Puntous      | 7 h 1 min 8 s   |
| 1988  | Erin Baker                 | 6 h 27 min 6 s  | Jan Wanklyn                | 7 h 7 min 22 s  | Sarah Coope           | 7 h 9 min 17 s  |
| 1987  | Kirsten Hanssen            | 6 h 54 min 27 s | Colleen Cannon             | 6 h 55 min 2 s  | Paula Newby-Fraser    | 6 h 56 min 35 s |
| 1986  | Linda Buchanan             | 6 h 50 min 56 s | Sarah Coope                | 7 h 4 min 45 s  | Lieve Cappaert-Paulus | 7 h 9 min 39 s  |
| 1985  | Erin Baker                 | 6 h 37 min 21 s | Linda Buchanan             | 6 h 46 min 33 s | Sylviane Puntous      | 6 h 54 min 0 s  |
| 1984  | Colleen Cannon             | 7 h 5 min 15 s  | Julie Moss                 | 7 h 7 min 1 s   | Jann Girard           | 7 h 28 min 2 s  |
| 1983  | Linda Buchanan             | 7 h 6 min 3 s   | Jann Girard                | 7 h 18 min 19 s | Kathleen MacCartney   | 7 h 23 min 24 s |
| 1982  | Lyn Brooks                 | 7 h 40 min 44 s | Joann Dahkloetter          | 7 h 52 min 57 s | Sally Edwards         | 8 h 6 min 50 s  |

### Record de l'épreuve et classement des nations
| Records de victoires triathlon international de Nice | Triathlète         | Nombre | Années                                                      |
| ---------------------------------------------------- | ------------------ | ------ | ----------------------------------------------------------- |
| Plus grand nombre de victoires - Femme               | Paula Newby-Fraser | 4      | 1989,1990, 1991, 1992.                                      |
| Plus grand nombre de victoires - Homme               | Mark Allen         | 10     | 1982, 1983, 1984, 1985, 1986, 1989, 1990, 1991, 1992, 1993. |

| Rang | Nation           | 1er | 2e | 3e | Total |
| ---- | ---------------- | --- | -- | -- | ----- |
| 1    | États-Unis       | 10  | 8  | 6  | 24    |
| 2    | France           | 4   | 6  | 6  | 16    |
| 3    | Pays-Bas         | 3   | 3  | 5  | 11    |
| 4    | Belgique         | 2   | 1  | 2  | 5     |
| 5    | Suisse           | 1   | 1  | 2  | 4     |
| 6    | Danemark         | 1   | 1  | 0  | 2     |
| 6    | Royaume-Uni      | 1   | 1  | 0  | 2     |
| 8    | Nouvelle-Zélande | 1   | 0  | 0  | 1     |
| 9    | Allemagne        | 0   | 2  | 1  | 3     |
| 10   | Canada           | 0   | 0  | 1  | 1     |

| Rang | Nation           | 1er | 2e | 3e | Total |
| ---- | ---------------- | --- | -- | -- | ----- |
| 1    | France           | 6   | 2  | 4  | 12    |
| 2    | États-Unis       | 5   | 9  | 3  | 17    |
| 3    | Zimbabwe         | 4   | 0  | 1  | 5     |
| 4    | Allemagne        | 3   | 2  | 1  | 6     |
| 5    | Nouvelle-Zélande | 3   | 1  | 0  | 4     |
| 6    | Australie        | 2   | 1  | 0  | 3     |
| 7    | Belgique         | 0   | 2  | 3  | 5     |
| 8    | Royaume-Uni      | 0   | 2  | 1  | 3     |
| 9    | Canada           | 0   | 1  | 3  | 4     |
| 10   | Pays-Bas         | 0   | 1  | 2  | 3     |
| 11   | Suisse           | 0   | 1  | 0  | 1     |
| 11   | Autriche         | 0   | 1  | 0  | 1     |
| 13   | Espagne          | 0   | 0  | 2  | 2     |
| 14   | Italie           | 0   | 0  | 1  | 1     |
| 14   | Afrique du Sud   | 0   | 0  | 1  | 1     |
| 14   | Danemark         | 0   | 0  | 1  | 1     |